# Liste der Bodendenkmale in Behrensdorf (Ostsee)
In der Liste der Bodendenkmale in Behrensdorf (Ostsee) sind die Bodendenkmale der Gemeinde Behrensdorf (Ostsee) nach dem Stand der Bodendenkmalliste des Archäologischen Landesamts Schleswig-Holstein von 2016 aufgelistet. Die Baudenkmale sind in der Liste der Kulturdenkmale in Behrensdorf (Ostsee) aufgeführt.
| Denkmal-ID           | Befundart           | Bezeichnung                                | Zeitstellung                 | Lage | Bemerkungen | Bild |
| -------------------- | ------------------- | ------------------------------------------ | ---------------------------- | ---- | ----------- | ---- |
| aKD-ALSH-Nr. 002 448 | Befestigung > Burg  | Burg/Motte/Ringwall/Turmhügel „Alte Burg“  | Mittelalter                  |      |             |      |
| aKD-ALSH-Nr. 002 449 | Befestigung > Burg  | Burg/Motte/Ringwall/Turmhügel „Alte Burg“  | Mittelalter                  |      |             |      |
| aKD-ALSH-Nr. 002 450 | Grabmal > Grabhügel | Grabhügel „Alte Burg“                      | Vor- und/oder Frühgeschichte |      |             |      |
| aKD-ALSH-Nr. 002 451 | Grabmal > Grabhügel | Grabhügel „Alte Burg“                      | Vor- und/oder Frühgeschichte |      |             |      |
| aKD-ALSH-Nr. 002 452 | Grabmal > Grabhügel | Grabhügel „Alte Burg“                      | Vor- und/oder Frühgeschichte |      |             |      |
| aKD-ALSH-Nr. 002 453 | Grabmal > Grabhügel | Grabhügel „Alte Burg“                      | Vor- und/oder Frühgeschichte |      |             |      |
| aKD-ALSH-Nr. 002 454 | Grabmal > Grabhügel | Grabhügel „Alte Burg“                      | Vor- und/oder Frühgeschichte |      |             |      |
| aKD-ALSH-Nr. 002 455 | Grabmal > Grabhügel | Grabhügel „Alte Burg“                      | Vor- und/oder Frühgeschichte |      |             |      |
| aKD-ALSH-Nr. 002 456 | Grabmal > Grabhügel | Grabhügel „Alte Burg“                      | Vor- und/oder Frühgeschichte |      |             |      |
| aKD-ALSH-Nr. 002 457 | Grabmal > Grabhügel | Grabhügel „Alte Burg“                      | Vor- und/oder Frühgeschichte |      |             |      |
| aKD-ALSH-Nr. 002 458 | Grabmal > Grabhügel | Grabhügel „Alte Burg“                      | Vor- und/oder Frühgeschichte |      |             |      |
| aKD-ALSH-Nr. 002 459 | Grabmal > Grabhügel | Grabhügel „Alte Burg“                      | Vor- und/oder Frühgeschichte |      |             |      |
| aKD-ALSH-Nr. 002 460 | Grabmal > Grabhügel | Grabhügel „Alte Burg“                      | Vor- und/oder Frühgeschichte |      |             |      |
| aKD-ALSH-Nr. 002 461 | Grabmal > Grabhügel | Grabhügel „Alte Burg“                      | Vor- und/oder Frühgeschichte |      |             |      |
| aKD-ALSH-Nr. 002 462 | Grabmal > Grabhügel | Grabhügel „Alte Burg“                      | Vor- und/oder Frühgeschichte |      |             |      |
| aKD-ALSH-Nr. 002 463 | Grabmal > Grabhügel | Grabhügel „Alte Burg“                      | Vor- und/oder Frühgeschichte |      |             |      |
| aKD-ALSH-Nr. 002 464 | Grabmal > Grabhügel | Grabhügel „Alte Burg“                      | Vor- und/oder Frühgeschichte |      |             |      |
| aKD-ALSH-Nr. 002 465 | Grabmal > Grabhügel | Grabhügel „Alte Burg“                      | Vor- und/oder Frühgeschichte |      |             |      |
| aKD-ALSH-Nr. 002 466 | Grabmal > Grabhügel | Grabhügel „Alte Burg“                      | Vor- und/oder Frühgeschichte |      |             |      |
| aKD-ALSH-Nr. 002 467 | Grabmal > Grabhügel | Grabhügel „Alte Burg“                      | Vor- und/oder Frühgeschichte |      |             |      |
| aKD-ALSH-Nr. 002 468 | Grabmal > Grabhügel | Grabhügel „Alte Burg“                      | Vor- und/oder Frühgeschichte |      |             |      |
| aKD-ALSH-Nr. 002 469 | Grabmal > Grabhügel | Grabhügel „Alte Burg“                      | Vor- und/oder Frühgeschichte |      |             |      |
| aKD-ALSH-Nr. 002 470 | Grabmal > Grabhügel | Grabhügel „Alte Burg“                      | Vor- und/oder Frühgeschichte |      |             |      |
| aKD-ALSH-Nr. 002 471 | Grabmal > Grabhügel | Grabhügel „Alte Burg“                      | Vor- und/oder Frühgeschichte |      |             |      |
| aKD-ALSH-Nr. 002 472 | Grabmal > Grabhügel | Grabhügel „Alte Burg“                      | Vor- und/oder Frühgeschichte |      |             |      |
| aKD-ALSH-Nr. 002 473 | Grabmal > Grabhügel | Grabhügel „Alte Burg“                      | Vor- und/oder Frühgeschichte |      |             |      |
| aKD-ALSH-Nr. 002 474 | Grabmal > Grabhügel | Grabhügel „Alte Burg“                      | Vor- und/oder Frühgeschichte |      |             |      |
| aKD-ALSH-Nr. 002 475 | Grabmal > Grabhügel | Grabhügel „Alte Burg“                      | Vor- und/oder Frühgeschichte |      |             |      |
| aKD-ALSH-Nr. 002 476 | Grabmal > Grabhügel | Grabhügel „Alte Burg“                      | Vor- und/oder Frühgeschichte |      |             |      |
| aKD-ALSH-Nr. 002 477 | Grabmal > Grabhügel | Grabhügel „Alte Burg“                      | Vor- und/oder Frühgeschichte |      |             |      |
| aKD-ALSH-Nr. 002 478 | Grabmal > Grabhügel | Grabhügel „Alte Burg“                      | Vor- und/oder Frühgeschichte |      |             |      |
| aKD-ALSH-Nr. 002 479 | Grabmal > Grabhügel | Grabhügel „Alte Burg“                      | Vor- und/oder Frühgeschichte |      |             |      |
| aKD-ALSH-Nr. 002 480 | Grabmal > Grabhügel | Grabhügel „Alte Burg“                      | Vor- und/oder Frühgeschichte |      |             |      |
| aKD-ALSH-Nr. 002 481 | Grabmal > Grabhügel | Grabhügel „Alte Burg“                      | Vor- und/oder Frühgeschichte |      |             |      |
| aKD-ALSH-Nr. 002 482 | Grabmal > Grabhügel | Grabhügel „Alte Burg“                      | Vor- und/oder Frühgeschichte |      |             |      |
| aKD-ALSH-Nr. 002 483 | Grabmal > Grabhügel | Grabhügel „Alte Burg“                      | Vor- und/oder Frühgeschichte |      |             |      |
| aKD-ALSH-Nr. 002 484 | Grabmal > Grabhügel | Grabhügel „Alte Burg“                      | Vor- und/oder Frühgeschichte |      |             |      |
| aKD-ALSH-Nr. 002 485 | Grabmal > Grabhügel | Grabhügel „Alte Burg“                      | Vor- und/oder Frühgeschichte |      |             |      |
| aKD-ALSH-Nr. 002 486 | Grabmal > Grabhügel | Grabhügel „Alte Burg“                      | Vor- und/oder Frühgeschichte |      |             |      |
| aKD-ALSH-Nr. 002 487 | Grabmal > Grabhügel | Grabhügel „Alte Burg“                      | Vor- und/oder Frühgeschichte |      |             |      |
| aKD-ALSH-Nr. 002 488 | Grabmal > Grabhügel | Grabhügel „Alte Burg“                      | Vor- und/oder Frühgeschichte |      |             |      |
| aKD-ALSH-Nr. 002 489 | Grabmal > Grabhügel | Grabhügel „Alte Burg“                      | Vor- und/oder Frühgeschichte |      |             |      |
| aKD-ALSH-Nr. 002 490 | Grabmal > Grabhügel | Grabhügel „Alte Burg“                      | Vor- und/oder Frühgeschichte |      |             |      |
| aKD-ALSH-Nr. 002 491 | Grabmal > Grabhügel | Grabhügel „Alte Burg“                      | Vor- und/oder Frühgeschichte |      |             |      |
| aKD-ALSH-Nr. 002 492 | Grabmal > Grabhügel | Grabhügel „Alte Burg“                      | Vor- und/oder Frühgeschichte |      |             |      |
| aKD-ALSH-Nr. 002 493 | Grabmal > Grabhügel | Grabhügel „Alte Burg“                      | Vor- und/oder Frühgeschichte |      |             |      |
| aKD-ALSH-Nr. 002 494 | Grabmal > Grabhügel | Grabhügel „Alte Burg“                      | Vor- und/oder Frühgeschichte |      |             |      |
| aKD-ALSH-Nr. 002 495 | Grabmal > Grabhügel | Grabhügel „Alte Burg“                      | Vor- und/oder Frühgeschichte |      |             |      |
| aKD-ALSH-Nr. 002 496 | Grabmal > Grabhügel | Grabhügel „Alte Burg“                      | Vor- und/oder Frühgeschichte |      |             |      |
| aKD-ALSH-Nr. 002 497 | Grabmal > Grabhügel | Grabhügel „Alte Burg“                      | Vor- und/oder Frühgeschichte |      |             |      |
| aKD-ALSH-Nr. 002 498 | Grabmal > Grabhügel | Grabhügel „Alte Burg“                      | Vor- und/oder Frühgeschichte |      |             |      |
| aKD-ALSH-Nr. 002 499 | Grabmal > Grabhügel | Grabhügel „Alte Burg“                      | Vor- und/oder Frühgeschichte |      |             |      |
| aKD-ALSH-Nr. 002 500 | Grabmal > Grabhügel | Grabhügel „Alte Burg“                      | Vor- und/oder Frühgeschichte |      |             |      |
| aKD-ALSH-Nr. 002 501 | Grabmal > Grabhügel | Grabhügel „Alte Burg“                      | Vor- und/oder Frühgeschichte |      |             |      |
| aKD-ALSH-Nr. 002 502 | Grabmal > Grabhügel | Grabhügel „Alte Burg“                      | Vor- und/oder Frühgeschichte |      |             |      |
| aKD-ALSH-Nr. 002 503 | Grabmal > Grabhügel | Grabhügel „Alte Burg“                      | Vor- und/oder Frühgeschichte |      |             |      |
| aKD-ALSH-Nr. 002 504 | Grabmal > Grabhügel | Grabhügel „Alte Burg“                      | Vor- und/oder Frühgeschichte |      |             |      |
| aKD-ALSH-Nr. 002 505 | Grabmal > Grabhügel | Grabhügel „Alte Burg“                      | Vor- und/oder Frühgeschichte |      |             |      |
| aKD-ALSH-Nr. 002 506 | Grabmal > Grabhügel | Grabhügel „Alte Burg“                      | Vor- und/oder Frühgeschichte |      |             |      |
| aKD-ALSH-Nr. 002 507 | Grabmal > Grabhügel | Grabhügel „Alte Burg“                      | Vor- und/oder Frühgeschichte |      |             |      |
| aKD-ALSH-Nr. 002 508 | Befestigung > Burg  | Burg/Motte/Ringwall/Turmhügel „Daritsborg“ | Mittelalter                  |      |             |      |
| aKD-ALSH-Nr. 002 509 | Befestigung > Burg  | Burg/Motte/Ringwall/Turmhügel „Daritsborg“ | Mittelalter                  |      |             |      |
| aKD-ALSH-Nr. 002 510 | Grabmal > Grabhügel | Grabhügel „Würenberge“                     | Vor- und/oder Frühgeschichte |      |             |      |
| aKD-ALSH-Nr. 002 511 | Grabmal > Grabhügel | Grabhügel „Würenberge“                     | Vor- und/oder Frühgeschichte |      |             |      |
| aKD-ALSH-Nr. 002 512 | Grabmal > Grabhügel | Grabhügel „Würenberge“                     | Vor- und/oder Frühgeschichte |      |             |      |
| aKD-ALSH-Nr. 002 513 | Grabmal > Grabhügel | Grabhügel „Würenberge“                     | Vor- und/oder Frühgeschichte |      |             |      |
| aKD-ALSH-Nr. 002 514 | Grabmal > Grabhügel | Grabhügel „Würenberge“                     | Vor- und/oder Frühgeschichte |      |             |      |
| aKD-ALSH-Nr. 002 515 | besonderer Stein    | Inschriftenstein/Grenzstein/Schalenstein   |                              |      |             |      |
| aKD-ALSH-Nr. 002 516 | Befestigung > Burg  | Burg/Motte/Ringwall/Turmhügel „Daritsborg“ | Mittelalter                  |      |             |      |
| aKD-ALSH-Nr. 002 517 | Grabmal > Grabhügel | Grabhügel                                  | Vor- und/oder Frühgeschichte |      |             |      |
| aKD-ALSH-Nr. 002 518 | Grabmal > Grabhügel | Grabhügel „Würenberge“                     | Vor- und/oder Frühgeschichte |      |             |      |
| aKD-ALSH-Nr. 002 519 | Grabmal > Grabhügel | Grabhügel „Würenberge“                     | Vor- und/oder Frühgeschichte |      |             |      |